# Varahamihira
  Varahamihira  (sànscrit: वराहमिहिर)  (Ujjain, 505 - Ujjain, 587)- va ser un matemàtic i astrònom indi, del segle VI dC. També se'l coneix com a Varaha o Mihira.

## Biografies
No es coneix gairebé res de la seva vida. Pel que diu a una de les seves obres va ser educat a Kapitthaka (lloc desconegut actualment) on cal suposar que va néixer, tot i que alguns estudiosos consideren que potser era d'Ujjain.
Sabem que va treballar a Ujjain, aleshores un important centre d'estudis astronòmics i matemàtics des del segle v i on, anys després, florirà Brahmagupta. Va ser considerat una de les nou joies de la cort del llegendari emperador Vikramaditya (probablement el rei Maharajadhiraja Dravyavardhana).
Va dividir l'astronomia en tres branques: tantra (astronomia i matemàtiques), hora (horòscop) i damhita (astrologia), considerant aquesta darrera la més important. Va ser un autor prolífic que va escriure obres en les tres branques del tradicional Jiotihsastra (astronomia).

## Obra
La seva principal obra, i segurament la primera que va escriure, és el Panca-Sidhantika (Els cinc cànons astronòmics) en la que compara cinc tradicions astronòmiques diferents:
- El Brahma-Sidhanta, una obra astronòmica dels vedes del segle I dC.
- El Vasistha-Sidhanta, també india del segle iii o potser anterior.
- El Romaka-Sidhanta, d'una font babilònica.
- El Paulisa-Sidhanta, de fonts gregues ptolemàiques.
- El Surya Siddhanta, d'origen indi del segle v.

L'aportació més original d'aquest llibre és una taula de sinus cada 3° 45′, probablement calculada a partir de la taula de cordes de Ptolemeu, però és el primer cop a la història en què es comença a calcular en sinus en lloc de cordes. El llibre inclou algunes fórmules trigonomètriques importants que es donen per primera vegada. Alguns autors consideren que en el seu estat actual deu ser un esborrany, perquè l'obra manca d'una ordenació seqüencial i lògica i d'una presentació metòdica i sistemàtica dels temes, característiques que son fonamentals en les altres obres del mateix autor.

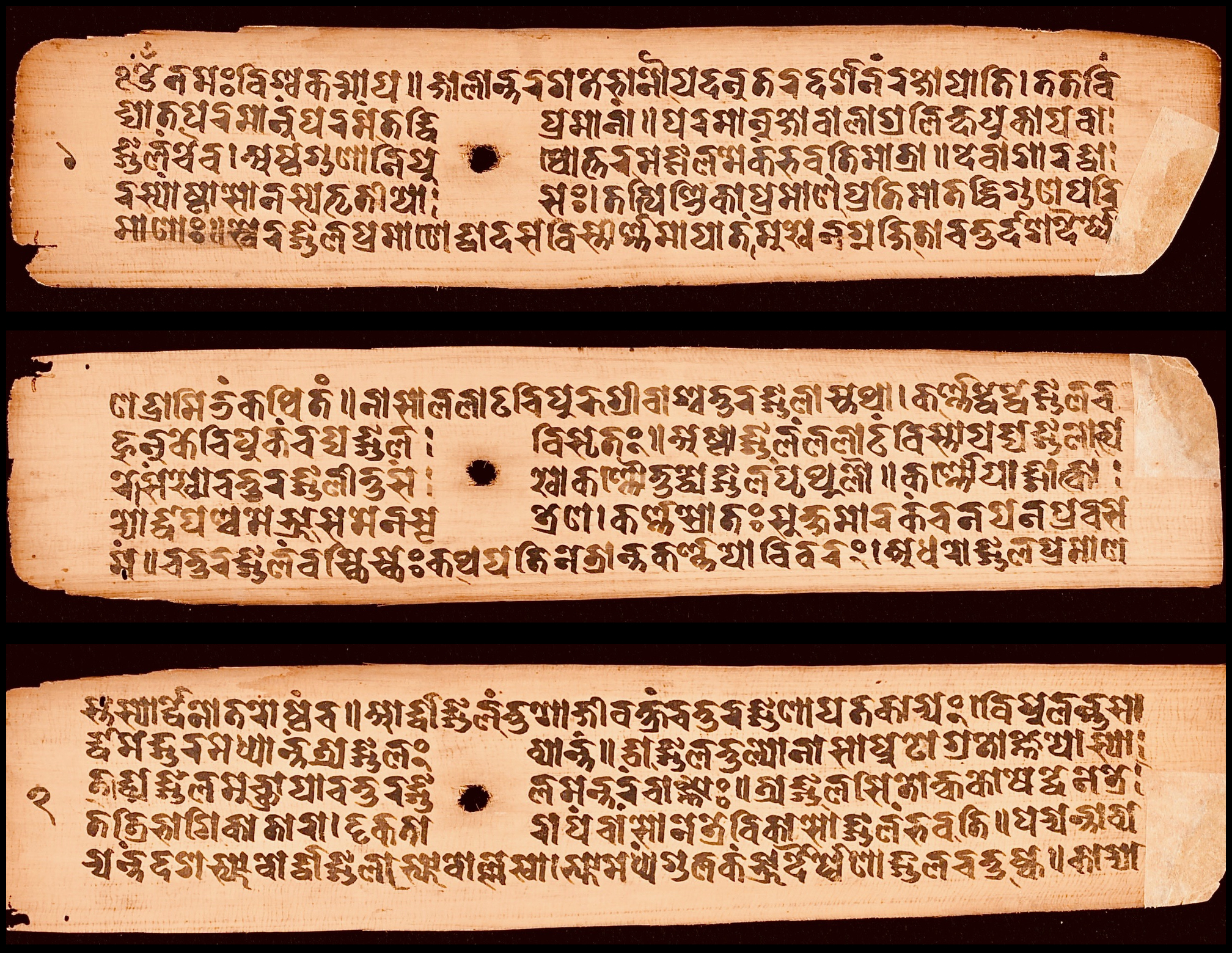
Fragment manuscrit en fulles de palmera del Brihat Samhita, datat el 1279.

El seu segon llibre en importància és el Brihat Samhita (La gran compilació), una mena d'enciclopèdia en un centenar de capítols (uns 3900 versos shloka), sobre tota mena de coneixements de la seva època, en el qual podria haver introduït per primer cop el quadrat màgic diabòlic, un quadrat màgic en el que les seves diagonals trencades també compleixen la propietat de sumar la mateixa constant. En el llibre, entre molts altres temes tracta d'astrologia, del moviment dels planetes, de la mesura del temps, dels eclipsis, d'arquitectura, d'agricultura, de gemmologia, etc.
També va escriure un gran tractat d'astrologia: el Brihat Jataka i altres obres sobre aquest tema com el Laghu Jataka i el Yogayatra.